# Frisk Tigers
Le IF Frisk Tigers Asker est un club de hockey sur glace de Asker en Norvège. Il évolue en EliteHockey Ligaen, l'élite norvégienne.

## Historique

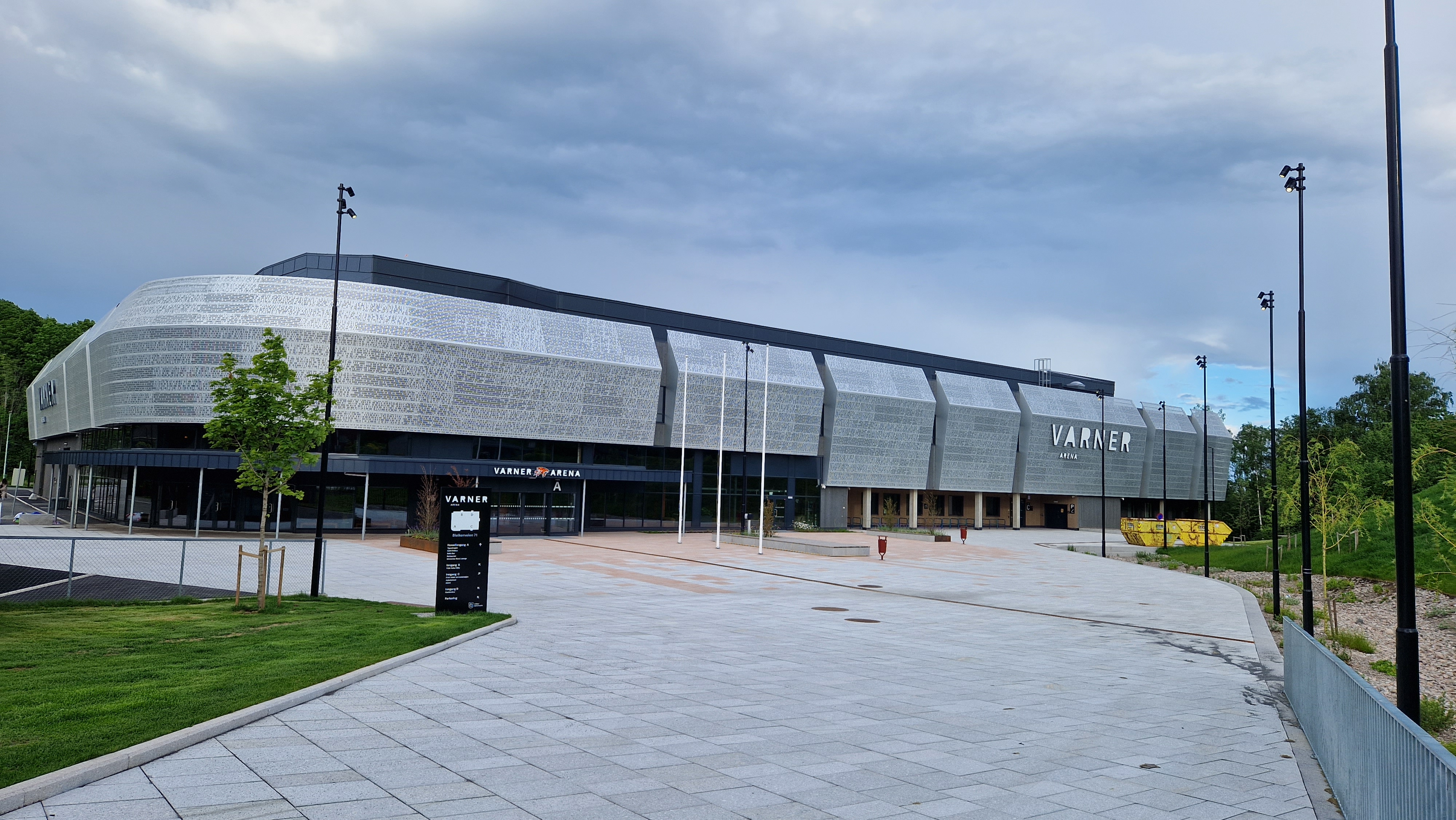
Varner Arena.

Le club est créé en 1922. Il a remporté la EliteHockey Ligaen à quatre reprises.

## Palmarès
- Vainqueur de la EliteHockey Ligaen : 1975, 1979, 2002, 2019.

## Logo

Évolution du logo
(1990-2010)
(Depuis 2010)